# Lucas Olaza
Lucas René Olaza Catrofe (Montevideo, 21 de julio de 1994) es un futbolista uruguayo. Juega como defensa en el F. C. Krasnodar de la Liga Premier de Rusia.

## Trayectoria

### River Plate de Uruguay
El 19 de febrero de 2012 debutó en Primera División, Olaza ingresó como titular en River Plate frente a Nacional, el encuentro terminó 3 a 2 a favor de los tricolores. Pero luego de ese partido no tuvo más continuidad, en todo el Torneo Clausura estuvo una vez en el banco de suplentes y no ingresó.
Al año siguiente se afirmó en el equipo, jugó los 15 partidos de Torneo Clausura, convirtió su primer gol el 24 de febrero contra Juventud y ganaron 4 a 0.
Luego de su regreso del Mundial Sub-20, Lucas progresó al enfocarse mejorado sus tiros libres. Terminó goleador de su equipo con 6 goles en el Torneo Apertura y subcampeón. Despertó la atención de equipos europeos, pero se acordó verbalmente por 3 millones de euros con Atlético Madrid para jugar en junio de 2014. Finalmente no se concretó el fichaje y partió a Brasil.

### Atlético Paranaense
Fue cedido al club brasileño, con el objetivo de hacer un buen papel en el Brasileirão y la Copa Libertadores. No tuvo una gran continuidad, ya que en el certamen internacional estuvo en el banco de suplentes en tres ocasiones y no ingresó. En el plano local, disputó 6 partidos de la Serie A, pero fue suplente en 23 oportunidades. También jugó el Campeonato Paranaense, disputó 3 partidos en 2014 y uno en 2015. Además participó de la Copa de Brasil en el 2015, jugó un partido contra Remo y empataron 1 a 1.
Luego de un año y medio en Brasil, Lucas regresó a Uruguay en julio de 2015, pero no se sumó a la pretemporada de River Plate.

### Celta de Vigo B
Fue cedido nuevamente, esta vez al filial del Celta de Vigo, siendo su primera experiencia en Europa. Jugó la temporada 2015/16, estuvo presente en 24 partidos de Segunda División B, 13 de ellos como titular. Recibió 14 tarjetas amarillas y una roja.

### Danubio
El 2 de julio de 2016, fue anunciado como nuevo fichaje del equipo. Disputó 20 partidos a lo largo de 2 temporadas (en 2016 y 2017), fue uno de los jugadores del equipo más destacados sobre el final de la temporada. 

### Talleres
Talleres compró el 70% del pase de Olaza, quien firmó contrato por 3 temporadas.

### Boca Juniors
Llegó a Boca Juniors en el segundo semestre de 2018 como refuerzo de la última línea y de forma casi inmediata se ganó la titularidad a base de buenos rendimientos. Disputó todos los encuentros de la Copa Libertadores.
El 9 de diciembre de 2018, integró el equipo titular de Boca que perdió ante su histórico rival la final de la Copa Libertadores 2018, disputada en el Estadio Santiago Bernabéu de la ciudad de Madrid, partido que terminó 3-1 a favor del Club Atlético River Plate.

### España

#### Real Celta de Vigo
En enero de 2019 pasó a préstamo al Celta de Vigo para intentar ganar un lugar y conseguir la permanencia del club gallego en Primera División. Cumplido ese objetivo, el 30 de junio de 2020 el Celta de Vigo arregló con Boca la extensión del préstamo por una temporada más.

#### Real Valladolid
El 1 de febrero de 2021 el conjunto argentino, tras haber roto la cesión con el Celta de Vigo, lo cedió al Real Valladolid C. F. hasta el final de temporada. Tras la misma se quedó en el club, donde permaneció hasta el mercado invernal de la temporada 2021-22.

#### Elche
El 31 de enero de 2022 marchó cedido al Elche C. F. hasta final de temporada con opción de compra Al finalizar la temporada en la que consiguió la permanencia en primera división y a pesar de disputar pocos minutos el equipo ilicitano trato de lograr que se quedara en el equipo por un precio menor al estipulado en la opción de compra pero al no llegar a un acuerdo con el equipo pucelano finalizó su estancia en el equipo ilicitano.

#### Real Valladolid
La temporada 2022-23 a pesar de las ofertas y de su cartel de transferible se quedó en el equipo pucelano. Disputó 23 partidos en los que dio una asistencia de gol.

#### Krasnodar
El 6 de agosto de 2023 fue trapasado por 2 000 000 € al F. C. Krasnodar de Rusia con el que firmó hasta 2025.

## Doble nacionalidad
El 24 de octubre de 2022 obtuvo la nacionalidad española pasando a tener doble nacionalidad hispano-uruguaya dejando de ocupar ficha de extracomunitario.

## Selección nacional

### Absoluta
El 14 de junio de 2023 Marcelo Bielsa lo hizo debutar con Uruguay en partido amistoso. Este se jugó en el Estadio Centenario de Montevideo contra Nicaragua. Disputó los 90 minutos y el partido acabó con victoria uruguaya 4-1.

#### Participaciones en Copas América
| Torneo            | Sede           | Resultado     | Partidos | Goles |
| ----------------- | -------------- | ------------- | -------- | ----- |
| Copa América 2024 | Estados Unidos | Tercer puesto | 1        | 0     |

### Participaciones en juveniles
Fue parte del plantel que participó en el Mundial Sub-20 de Turquía.
| Competición                           | Sede    | Resultado  | Partidos | Goles |
| ------------------------------------- | ------- | ---------- | -------- | ----- |
| Copa Mundial de Fútbol Sub-20 de 2013 | Turquía | Subcampeón | 1        | 0     |

## Clubes
Actualizado hasta el 24 de mayo de 2025.
| Club                    | País      | Año             | Partidos | Goles |
| ----------------------- | --------- | --------------- | -------- | ----- |
| C. A. River Plate       | Uruguay   | 2012-2014       | 35       | 7     |
| Athlético Paranaense    | Brasil    | 2014-2015       | 11       | 0     |
| R. C. Celta de Vigo "B" | España    | 2015-2016       | 24       | 0     |
| Danubio F. C.           | Uruguay   | 2016-2017       | 29       | 8     |
| C. A. Talleres          | Argentina | 2017-2018       | 24       | 4     |
| C. A. Boca Juniors      | Argentina | 2018            | 11       | 0     |
| R. C. Celta de Vigo     | España    | 2019-2020       | 65       | 1     |
| Real Valladolid C. F.   | España    | 2021-2022       | 28       | 1     |
| Elche C. F.             | España    | 2022            | 5        | 1     |
| Real Valladolid C. F.   | España    | 2022-2023       | 23       | 0     |
| F. C. Krasnodar         | Rusia     | 2023-actualidad | 62       | 2     |
| Total                   | Total     | Total           | 317      | 24    |

## Palmarés

### Títulos nacionales
| Título                | Club            | País  | Año     |
| --------------------- | --------------- | ----- | ------- |
| Liga Premier de Rusia | F. C. Krasnodar | Rusia | 2024-25 |